# Alarm! (Fernsehreihe)
Alarm! ist der Titel einer Real-Life-Doku Reihe des Senders Sat.1, die unter anderem von Andrea Göpel und  Simone Tabke moderiert wurde.
Vom 11. September 2011 bis zum 27. September 2013 wurden sieben Formate ausgestrahlt, von denen besitzt jedoch nur ein Format mehr als eine Staffel.

## Die einzelnen Real-Life-Dokus

### Messie-Alarm!
Messie-Alarm! ist die erste Real-Life-Doku der Real-Life-Doku Reihe des Senders Sat.1. Nur sechs Episoden wurden produziert. Die Moderatorin war Andrea Göpel.

#### Episodenliste
Die Erstausstrahlung der ersten Staffel mit 6 Episoden war vom 11. September bis zum 16. Oktober 2011 auf dem deutschen Sender Sat.1 zu sehen.
| Nr. (gesamt) | Nr. (Staffel) | Staffel | Titel     | Deutschsprachige Erstausstrahlung (D)   |
| ------------ | ------------- | ------- | --------- | --------------------------------------- |
| 1            | 1             | 1       | Episode 1 | Sonntag, 11. September 2011 (18:00 Uhr) |
| 2            | 2             | 1       | Episode 2 | Sonntag, 18. September 2011 (18:00 Uhr) |
| 3            | 3             | 1       | Episode 3 | Sonntag, 25. September 2011 (18:00 Uhr) |
| 4            | 4             | 1       | Episode 4 | Sonntag, 2. Oktober 2011 (18:00 Uhr)    |
| 5            | 5             | 1       | Episode 5 | Sonntag, 9. Oktober 2011 (18:00 Uhr)    |
| 6            | 6             | 1       | Episode 6 | Sonntag, 16. Oktober 2011 (18:00 Uhr)   |

### Babyalarm! Teeniemütter in Not
Babyalarm! Teeniemütter in Not ist die zweite Real-Life-Doku der Real-Life-Doku Reihe des Senders. Nur acht Episoden wurden produziert. Simone Tabke war die Moderatorin.

#### Episodenliste
Die Erstausstrahlung der ersten Staffel mit 8 Episoden war vom 18. September bis zum 30. Oktober 2011 auf dem deutschen Sender Sat.1 zu sehen.
| Nr. (gesamt) | Nr. (Staffel) | Staffel | Titel     | Deutschsprachige Erstausstrahlung (D)   |
| ------------ | ------------- | ------- | --------- | --------------------------------------- |
| 1            | 1             | 1       | Episode 1 | Sonntag, 18. September 2011 (19:00 Uhr) |
| 2            | 2             | 1       | Episode 2 | Sonntag, 25. September 2011 (19:00 Uhr) |
| 3            | 3             | 1       | Episode 3 | Sonntag, 2. Oktober 2011 (19:00 Uhr)    |
| 4            | 4             | 1       | Episode 4 | Sonntag, 9. Oktober 2011 (19:00 Uhr)    |
| 5            | 5             | 1       | Episode 5 | Sonntag, 16. Oktober 2011 (19:00 Uhr)   |
| 6            | 6             | 1       | Episode 6 | Sonntag, 23. Oktober 2011 (19:00 Uhr)   |
| 7            | 7             | 1       | Episode 7 | Sonntag, 30. Oktober 2011 (18:00 Uhr)   |
| 8            | 8             | 1       | Episode 8 | Sonntag, 30. Oktober 2011 (19:00 Uhr)   |

### Liebes-Alarm!
Liebes-Alarm! ist die dritte Real-Life-Doku der Real-Life-Doku Reihe des Senders. Die erste Staffel besitzt vier Folgen. Moderatorin ist Andrea Göpel. Dies ist ihre zweite Real-Life-Doku der Real-Life-Doku Reihe des Senders Sat.1. Am 5. Oktober 2012 wurde Liebes-Alarm um eine zweite Staffel verlängert, deren Ausstrahlung Dezember 2012 bis Januar 2013 war.

#### Episodenliste
Die Erstausstrahlung der ersten Staffel mit nur vier Episoden war vom 6. November bis zum 27. November 2011 auf dem deutschen Sender Sat.1 zu sehen. Die Erstausstrahlung der zweiten Staffel mit neun Episoden wurde vom 2. Dezember 2012 bis zum 27. Januar 2013 ausgestrahlt.
| Nr. (gesamt) | Nr. (Staffel) | Staffel | Titel                                                   | Deutschsprachige Erstausstrahlung (D)  |
| ------------ | ------------- | ------- | ------------------------------------------------------- | -------------------------------------- |
| 1            | 1             | 1       | Episode 1                                               | Sonntag, 6. November 2011 (18:00 Uhr)  |
| 2            | 2             | 1       | Episode 2                                               | Sonntag, 13. November 2011 (18:00 Uhr) |
| 3            | 3             | 1       | Episode 3                                               | Sonntag, 20. November 2011 (18:00 Uhr) |
| 4            | 4             | 1       | Episode 4                                               | Sonntag, 27. November 2011 (18:00 Uhr) |
| 5            | 1             | 2       | Eine Liebe in Tunesien                                  | Sonntag, 2. Dezember 2012 (18:00 Uhr)  |
| 6            | 2             | 2       | Lima-Lover (1)                                          | Sonntag, 9. Dezember 2012 (18:00 Uhr)  |
| 7            | 3             | 2       | Lima-Lover (2)                                          | Sonntag, 16. Dezember 2012 (18:00 Uhr) |
| 8            | 4             | 2       | Liebesgrüße aus Santa Domingo                           | Sonntag, 23. Dezember 2012 (18:00 Uhr) |
| 9            | 5             | 2       | Liebe unter karibischer Sonne                           | Sonntag, 30. Dezember 2012 (18:00 Uhr) |
| 10           | 6             | 2       | 2 Jungfrauen auf Jamaica – Teil 1                       | Sonntag, 6. Januar 2013 (18:00 Uhr)    |
| 11           | 7             | 2       | 2 Jungfrauen auf Jamaica – Teil 2                       | Sonntag, 13. Januar 2013 (17:55 Uhr)   |
| 12           | 8             | 2       | Reiner und Karlo auf Brautschau auf den Philippinen (1) | Sonntag, 20. Januar 2013 (18:00 Uhr)   |
| 13           | 9             | 2       | Reiner und Karlo auf Brautschau auf den Philippinen (2) | Sonntag, 27. Januar 2013 (18:00 Uhr)   |

### Kilo-Alarm!
Kilo-Alarm! ist die vierte Real-Life-Doku der Real-Life-Doku Reihe des Senders. Die erste Staffel hat nur fünf Episoden. Moderatorin war Andrea Göpel und dies ist schon die dritte Real-Life-Doku der Real-Life-Doku Reihe mit ihr.

#### Episodenliste
Die Erstausstrahlung der ersten Staffel mit nur 5 Episoden war vom 4. Dezember 2011 bis zum 15. Januar 2012 auf dem deutschen Sender Sat.1 zu sehen.
| Nr. (gesamt) | Nr. (Staffel) | Staffel | Titel     | Deutschsprachige Erstausstrahlung (D)  |
| ------------ | ------------- | ------- | --------- | -------------------------------------- |
| 1            | 1             | 1       | Episode 1 | Sonntag, 4. Dezember 2011 (18:00 Uhr)  |
| 2            | 2             | 1       | Episode 2 | Sonntag, 11. Dezember 2011 (18:00 Uhr) |
| 3            | 3             | 1       | Episode 3 | Sonntag, 18. Dezember 2011 (18:00 Uhr) |
| 4            | 4             | 1       | Episode 4 | Sonntag, 8. Januar 2012 (18:00 Uhr)    |
| 5            | 5             | 1       | Episode 5 | Sonntag, 15. Januar 2012 (18:00 Uhr)   |

### Schönheits-Alarm!
Schönheits-Alarm! ist die fünfte Real-Life-Doku der Real-Life-Doku Reihe des Senders. Die erste Staffel hat nur drei Episoden. Moderatorin ist wieder Andrea Göpel und dies somit die vierte Real-Life-Doku der Real-Life-Doku Reihe mit ihr.

#### Episodenliste
Die Erstausstrahlung der ersten Staffel mit nur 3 Episoden war vom 22. Januar bis zum 5. Februar 2012 auf dem deutschen Sender Sat.1 zu sehen.
| Nr. (gesamt) | Nr. (Staffel) | Staffel | Titel     | Deutschsprachige Erstausstrahlung (D) |
| ------------ | ------------- | ------- | --------- | ------------------------------------- |
| 1            | 1             | 1       | Episode 1 | Sonntag, 22. Januar 2012 (18:00 Uhr)  |
| 2            | 2             | 1       | Episode 2 | Sonntag, 29. Januar 2012 (18:00 Uhr)  |
| 3            | 3             | 1       | Episode 3 | Sonntag, 5. Februar 2012 (18:00 Uhr)  |

### Erziehungs-Alarm!
Erziehungs-Alarm! ist die sechste Real-Life-Doku der Real-Life-Doku Reihe des Senders. Die erste Staffel hat zurzeit vier produzierte Episoden. Moderatorin ist Andrea Göpel und dies ist somit die fünfte Real-Life-Doku der Real-Life-Doku Reihe mit ihr.

#### Episodenliste
Die Erstausstrahlung der ersten Staffel war vom 5. Februar 2012 bis 26. Februar 2012 auf dem deutschen Sender Sat.1 zu sehen.
| Nr. (gesamt) | Nr. (Staffel) | Staffel | Titel     | Deutschsprachige Erstausstrahlung (D) |
| ------------ | ------------- | ------- | --------- | ------------------------------------- |
| 1            | 1             | 1       | Episode 1 | Sonntag, 5. Februar 2012 (18:00 Uhr)  |
| 2            | 2             | 1       | Episode 2 | Sonntag, 12. Februar 2012 (18:00 Uhr) |
| 3            | 3             | 1       | Episode 3 | Sonntag, 19. Februar 2012 (18:00 Uhr) |
| 4            | 4             | 1       | Episode 4 | Sonntag, 26. Februar 2012 (18:00 Uhr) |

### Familien-Alarm!
Familien-Alarm! (Alternativtitel: Alarm!) ist eine Real-Life-Doku der Real-Life-Doku Reihe des Senders, wo nur Szenen der anderen Alarm!-Dokus verkürzt gezeigt werden. Die erste Staffel wurde täglich ausgestrahlt und die Moderatorin war Andrea Göpel.

#### Episodenliste
Die Erstausstrahlung der ersten Staffel mit nur vier Episoden war vom 30. Januar 2012 bis zum 2. Februar 2012 auf dem deutschen Sender Sat.1 zu sehen. Sie wurde täglich ausgestrahlt und vorzeitig aus dem Programm genommen.
| Nr. (gesamt) | Nr. (Staffel) | Staffel | Titel                                                    | Deutschsprachige Erstausstrahlung (D)   |
| ------------ | ------------- | ------- | -------------------------------------------------------- | --------------------------------------- |
| 1            | 1             | 1       | Meine Tochter die Schlägerbraut                          | Montag, 30. Januar 2012 (18:00 Uhr)     |
| 2            | 2             | 1       | Ich habe elf Kinder und wünsche mir noch ein Baby        | Dienstag, 31. Januar 2012 (18:00 Uhr)   |
| 3            | 3             | 1       | Schwanger mit 17 – Meine Familie will, dass ich abtreibe | Mittwoch, 1. Februar 2012 (18:00 Uhr)   |
| 4            | 4             | 1       | Die Wollnys                                              | Donnerstag, 2. Februar 2012 (18:00 Uhr) |